# Енрико Чалдини
Енрико Чалдини (10. август 1811 – 8. септембар 1892) је био италијански генерал. Припадао је италијанским националнореволуционарним генералима из периода борбе Италије за национално ослобођење и уједињење.

## Биографија
Од 1831. године, Чалдини се борио у Италији, Португалији и Шпанији против апсолутизма. У папске трупе за борбу против Аустрије ступа 1848. године, а следеће године у чину пуковника учествује у Италијанском рату за уједињење у Пијемонту. Тамо добија највиши чин – армијски генерал. Као командант корпуса, Чалдини се истакао у бици код Кастелфидарда 1860. године у којој је уништио снаге папске државе. Након пораза код Кустоце (1866), заменио је Ла Мармору на челу италијанске војске.